# Marco Velo
Marco Velo (Brescia, 9 de març del 1974) és un ciclista italià, professional des del 1996 al 2010.
Bon rodador, va tenir un inici de carrera amb diverses victòries de renom, com ara tres campionats nacionals de contrarellotge, a banda d'un de retirat per dopatge. A partir del 2002 passa a desenvolupar tasques de llançador d'Alessandro Petacchi als esprints, amb la qual cosa no tenia tantes oportunitats per aconseguir victòries.

## Palmarès
- 1992
  -  Campió del món júnior en contrarellotge per equips (amb Alberto Romio, Massimo Mori i Massimo Martini)
- 1997
  - Vencedor d'una etapa del Giro del Trentino
- 1998
  -  Campió d'Itàlia de contrarellotge
  - 1r al Gran Premi Guillem Tell i vencedor d'una etapa
  - 1r a la Florència-Pistoia
- 1999
  -  Campió d'Itàlia de contrarellotge
  - 1r al Gran Premi de Laudio
  - 1r a la Florència-Pistoia
- 2000
  -  Campió d'Itàlia de contrarellotge
- 2006
  - 1r a la Coppa Lella Mentasti, amb Fabio Sacchi
  - 1r al Trofeu Ciutat de Borgomanero, amb Fabio Sacchi
- 2008
  - 1r a la Coppa Lella Mentasti, amb Fabio Sabatini

### Resultats al Tour de França
- 2000. 39è de la classificació general
- 2002. 54è de la classificació general
- 2003. Abandona (7a etapa)
- 2004. Abandona (3a etapa)
- 2006. 99è de la classificació general
- 2008. 44è de la classificació general

### Resultats al Giro d'Itàlia
- 1996. 81è de la classificació general
- 1997. 30è de la classificació general
- 1998. 20è de la classificació general
- 1999. No surt (21a etapa)
- 2000. Abandona (13a etapa)
- 2001. 11è de la classificació general
- 2003. 21è de la classificació general
- 2004. 101è de la classificació general
- 2005. 103è de la classificació general
- 2008. 87è de la classificació general
- 2010. 108è de la classificació general

### Resultats a la Volta a Espanya
- 2004. 114è de la classificació general
- 2005. No surt (20a etapa)
- 2006. 118è de la classificació general
- 2007. 117è de la classificació general
- 2009. 93è de la classificació general